# Addolcimento
L'addolcimento è un processo di rimozione parziale di solidi disciolti in un solvente, allo scopo di ridurre la durezza della soluzione.
Può essere considerato un caso particolare di demineralizzazione.
Avendo constatato che la maggior parte delle incrostazioni delle superfici a contatto con acqua avente sali disciolti avvengono a causa di sali di ioni metallici bivalenti, e in particolare calcio e magnesio, si è pensato che in molti casi si possa limitare il processo di demineralizzazione alla rimozione di tali ioni.
Ciò può essere fatto per via fisico-chimica trattando il solvente (solitamente acqua) con opportuni reagenti (Ca(OH)2 e Na2CO3) o, più frequentemente, mediante l'impiego di resine a scambio ionico.
Le resine a scambio ionico usate in questi casi sono resine cationiche, che funzionano tramite reazioni del tipo:
CaSO4 + Rm → RmSO4 + Ca2+
Se ad esempio lo ione metallico Rm è costituito da sodio Na, otterremo solfato di sodio, solubile, al posto del solfato di calcio, quasi insolubile.
La rigenerazione quindi viene fatta, invece che con un acido forte, con un sale sodico di acido forte, quasi sempre NaCl, in soluzione satura e l'eluato, nel caso illustrato, sarà costituito da CaCl2, relativamente inerte.